# TSV Sasel
Der TSV Sasel ist ein Sportverein aus dem Hamburger Stadtteil Sasel im Bezirk Wandsbek. Neben Fußball bietet der Verein die Sparten Badminton, Ballet, Basketball, Handball, Judo, Karate, Tennis, Tischtennis, Turnen und Volleyball an, wobei die Handball-Sparte gemeinsam mit dem SC Poppenbüttel und dem TSV DUWO 08 die SG Hamburg-Nord bildet.

## Geschichte

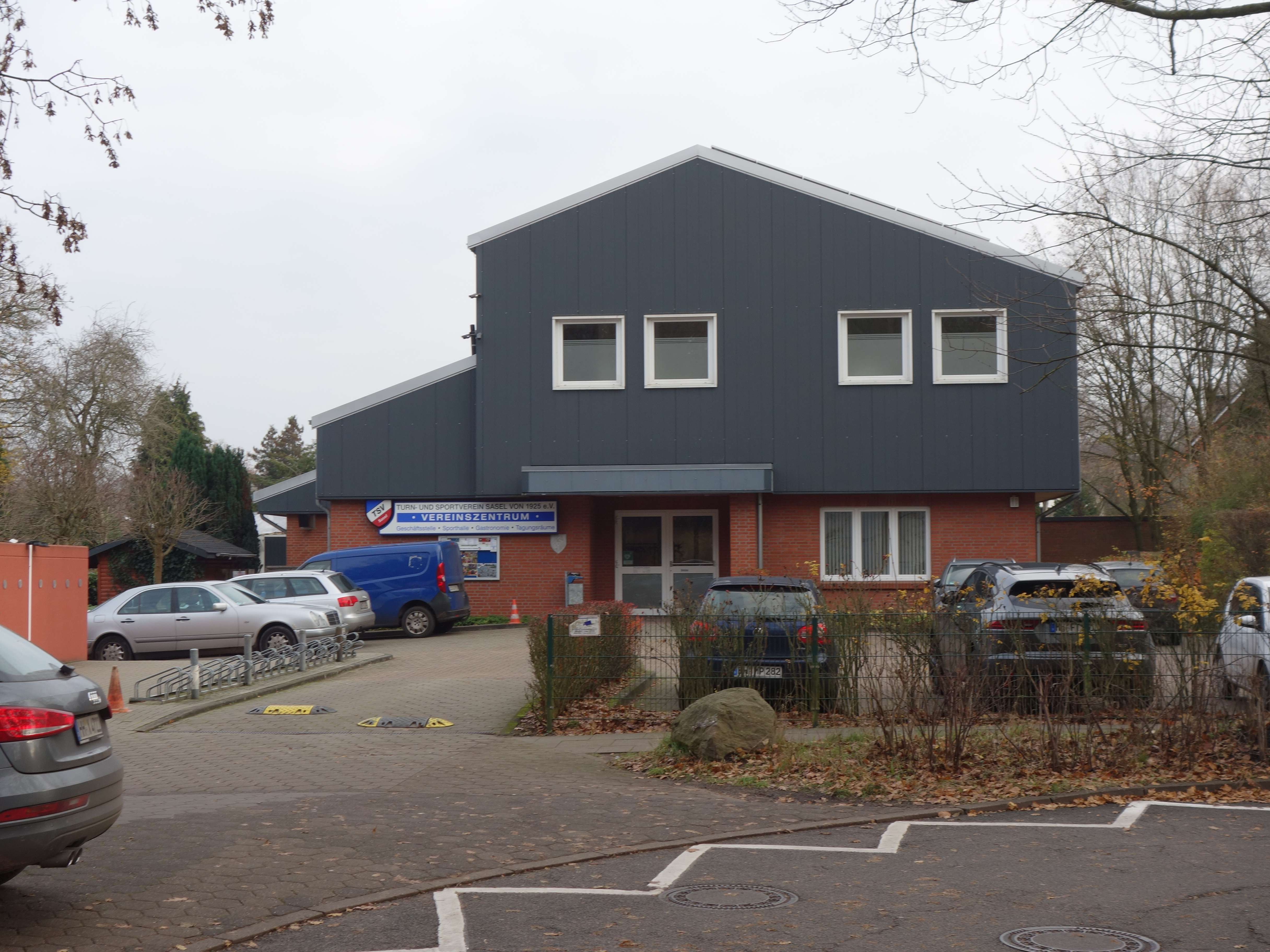
Das Vereinshaus am Saseler Parkweg

Der Verein geht auf den im Frühjahr 1925 gegründeten SV Sasel zurück, dem sich im Jahre 1933 die Mitglieder des von den Nationalsozialisten verbotenen Arbeitersportvereins FTSV Sasel anschlossen. Im Dezember 1935 nahm der Verein seinen heutigen Namen an.

## Fußball
Im Jahre 1963 stieg der TSV in die seinerzeit viertklassige Verbandsliga Hammonia auf und schaffte den direkten Durchmarsch in die Landesliga. Dort folgte 1966 der Abstieg, nachdem die Saseler in einer Entscheidungsspielrunde gegen die Harburger Vereine Borussia und Rasensport den Kürzeren zogen. Drei Jahre später folgte der Abstieg in die Bezirksliga. Erst 1994 kehrte der TSV in höhere Ligen zurück und schaffte im Jahre 2001 die Rückkehr in die nunmehr Verbandsliga genannte höchste Spielklasse Hamburgs.
Durch einen dritten Platz in der Saison 2002/03 gelang Sasel der Aufstieg in die Oberliga Nord, Staffel Hamburg/Schleswig-Holstein, nachdem sich die Saseler in den Aufstiegsspielen zusammen mit dem Wedeler TSV und dem TSV Kropp gegen den VfB Lübeck durchsetzen konnten. In dieser Oberligasaison erreichte der TSV von 18 Mannschaften den 12. Tabellenplatz, musste jedoch aufgrund der Zusammenführung der beiden Staffeln in eine eingleisige Oberliga Nord sofort wieder in die Verbandsliga Hamburg absteigen. Zurück in der Verbandsliga konnte der TSV in der Saison 2004/05 die Meisterschaft feiern. Wegen des aufwendigen Lizenzierungsverfahrens verzichtete der Verein jedoch auf den Aufstieg.
Die erfolgreiche Mannschaft zerfiel daraufhin und stieg ein Jahr später in die Landesliga ab. Dort wurde die Mannschaft in der Saison 2010/11 Dritter der Hansa-Staffel und setzte sich im Entscheidungsspiel um den Aufstieg in die Oberliga Hamburg im Elfmeterschießen gegen den FC Elmshorn durch. Die Saison 2011/12 schloss der TSV Sasel jedoch als abgeschlagenes Tabellenschlusslicht mit nur zehn Punkten und 100 Gegentreffern ab. Lediglich ein Saisonspiel konnte gewonnen werden. Nach zwei siebten und einem sechsten Platz in der Landesliga stand der Verein zur Winterpause 2015/16 auf dem ersten Tabellenplatz der Landesliga Hammonia, verpasste die Rückkehr in die Oberliga Hamburg am Saisonende als Tabellendritter jedoch. In der Spielzeit 2016/17 wurde Sasel Meister der Landesliga und stieg wieder in die Oberliga auf. Nachdem der TSV Sasel dort drei Jahre hintereinander die Saison in der oberen Tabellenhälfte beenden konnte, gelang in der Saison 2019/20 der größte Pokalerfolg der Vereinsgeschichte, indem die Mannschaft in das Finale des Hamburger Pokals einzog. Dieses wurde jedoch mit 5:1 gegen den Regionalligisten Eintracht Norderstedt verloren. Die Saison 2022/23 beendete Sasel als Hamburger Meister. Zudem erreichte die Mannschaft erneut das Finale des Hamburger Pokals, welches sie mit 0:1 gegen den FC Teutonia 05 Ottensen verloren.
Am Ende der Spielzeit beendete Daniel Zankl nach neun Jahren seine Trainertätigkeit bei Sasel. Bereits im März war zuvor verkündet worden, dass Marco Stier sein Nachfolger wird. Ende Februar 2024 gab er das Amt mit augenblicklicher Wirkung aus gesundheitlichen Gründen ab.

### Erfolge
- Meister der Verbandsliga/Oberliga Hamburg: 2005, 2023

### Spielstätten
Während die erste Herrenmannschaft grundsätzlich ihre Heimspiele auf dem Sportplatz Parkweg austrägt, finden die Fußballspiele der anderen Mannschaften, insbesondere die der Jugendmannschaften, auch auf dem Schulsportplatz Alsterredder des Gymnasiums Oberalster statt.
Bei dem Sportplatz am Saseler Parkweg handelte es sich lange Zeit um einen Grandplatz. Da solch ein Untergrund für Spiele in der Oberliga Nord nicht zugelassen ist, musste die erste Herrenmannschaft in der Oberligasaison 2003/04 für ihre Heimspiele ausnahmsweise auf den Schulsportplatz Alsterredder ausweichen, bei dem es sich um einen Rasenplatz handelt.
Im Jahre 2013 wurde der Grandplatz durch einen Kunstrasenplatz ersetzt. Zudem wurden an der Nord- und an der Ostseite des Platzes Sichtschutzwände aufgebaut. Im Zuge dieses Umbaus wurde der Sportplatz am Parkweg im Sommer des Jahres in Alfred Mager Stadion umbenannt. Hierdurch wird Alfred Mager gewürdigt, der 45 Jahre lang Vereinsvorsitzender des TSV gewesen war.

## Tischtennis
Die Tischtennisabteilung des Vereins besteht in der Spielzeit 2024/25 aus acht Herren-, drei Jungen- und drei Schüler-Mannschaften. Die erste Herren-Mannschaft spielt in der Oberliga Nord-Ost. Im Nachwuchsbereich spielt Sasel sowohl bei den Jungen (U19), als auch bei den Schülern (Ü15) jeweils in der Leistungsklasse, der höchsten Hamburger Spielklasse. Spitzenspieler des Vereins war lange der ehemalige deutsche Nationalspieler Oliver Alke, der jedoch im Sommer 2024 zu seinem früheren Verein Germania Schnelsen zurückkehrte.

## Handball
Mitte der 1980er Jahre wurde mit dem TSV DUWO 08 die Spielgemeinschaft HSG Sasel/DUWO gegründet, die mehrfach den Aufstieg in die Regionalliga Nord schaffte, ohne sich dort jedoch etablieren zu können. Als im Mai 2005 die Spielgemeinschaft um die Handballabteilung des SC Poppenbüttel erweitert wurde, benannte sie sich in SG Hamburg-Nord um. Mit etwa 1.000 Mitgliedern der drei Vereine und 55 Mannschaften ist die SG Hamburg-Nord eine der größten Handball-Spielgemeinschaften Deutschlands.

## Persönlichkeiten
- Oliver Alke
- Antonia Baaß
- Bünyamin Balat
- Sirlord Conteh
- Antje Gleichfeld
- Matthias Reincke
- Klaus Thomforde
- Ata Yamrali